# Scottish Six Days Trial
SSDT staat voor: Scottish Six Days Trial.
Internationale trialwedstrijd met motorfietsen gedurende zes dagen, gehouden in Schotland sinds 1909. In feite is dit een Reliability Trial, die ook wel six days heet.

## Winnaars
- 2016 Dougie Lampkin (Vertigo)
- 2015 Dougie Lampkin (Vertigo)
- 2014 Dougie Lampkin (DL12)
- 2013 Dougie Lampkin (GasGas)
- 2012 Dougie Lampkin (GasGas)
- 2011 James Dabill (Beta)
- 2010 Alexz Wigg (Beta)
- 2009 Dougie Lampkin (Beta)
- 2008 Dougie Lampkin (Beta)
- 2007 James Dabill (Montesa)
- 2006 Graham Jarvis (Sherco)
- 2005 Sam Connor (Sherco)
- 2004 Graham Jarvis (Sherco)
- 2003 Joan Pons (Sherco)
- 2002 Amos Bilbao (Montesa)
- 2001 Geen trial (wegens mond-en-klauwzeer)
- 2000 Steve Colley GasGas
- 1999 Graham Jarvis (Bultaco)
- 1998 Graham Jarvis (Scorpa)
- 1997 Steve Colley GasGas
- 1996 Dougie Lampkin (Beta)
- 1995 Dougie Lampkin {Beta)
- 1994 Dougie Lampkin (Beta)
- 1993 Steve Colley (Beta)
- 1992 Steve Colley (Beta)
- 1991 Steve Saunders (Beta)
- 1990 Steve Saunders (Beta)
- 1989 Steve Saunders (Fantic)
- 1988 Steve Saunders (Fantic)
- 1987 Jordi Tarres (Beta)
- 1986 Thierry Michaud (Fantic)
- 1985 Thierry Michaud (Fantic)
- 1984 Thierry Michaud (Fantic)
- 1983 Toni Gorgot (Montesa)
- 1982 Bernie Schreiber (SWM)
- 1981 Giles Burgat (SWM)
- 1980 Yrjö Vesterinen (Montesa)
- 1979 Malcolm Rathmell (Montesa)
- 1978 Martin Lampkin (Bultaco)
- 1977 Martin Lampkin (Bultaco)
- 1976 Martin Lampkin (Bultaco)
- 1975 Mick Andrews (Yamaha)
- 1974 Mick Andrews (Yamaha)
- 1973 Malcolm Rathmell (Bultaco)
- 1972 Mick Andrews (Ossa)
- 1971 Mick Andrews (Ossa)
- 1970 Mick Andrews (Ossa)
- 1969 Bill Wilkinson (Greeves)
- 1968 Sammy Miller (Bultaco)
- 1967 Sammy Miller (Bultaco)
- 1966 Alan Lampkin (BSA)
- 1965 Sammy Miller (Bultaco)
- 1964 Sammy Miller (Ariel)
- 1963 Arthur Lampkin (BSA)
- 1962 Sammy Miller (Ariel)
- 1961 Gordon Jackson (AJS)
- 1960 Gordon Jackson (AJS)
- 1959 Roy Peplow (Triumph)
- 1958 Gordon Jackson (AJS)
- 1957 Johnny Brittain (Royal Enfield)
- 1956 Gordon Jackson (AJS)
- 1955 Jeff Smith (BSA)
- 1954 Artie Ratcliffe (Matchless)
- 1953 Hugh Viney (AJS)
- 1952 Johnny Brittain (Royal Enfield)
- 1951 John Draper (BSA)
- 1950 Artie Ratcliffe (Matchless)
- 1949 Hugh Viney (AJS)
- 1948 Hugh Viney (AJS)
- 1947 Hugh Viney (AJS)
- 1940-46 geen trial (Tweede Wereldoorlog)
- 1939 Allan Jeffries (Triumph)
- 1938 Fred Povey (Ariel)
- 1937 Jack Williams (Norton)
- 1936 Billy Tiffen (Velocette)
- 1935 Bob McGregor (Rudge)
- 1934 Jack Williams (Norton)
- 1933 Len Heath (Ariel)
- 1932 Bob McGregor (Rudge)